# 이리시·익산군 (1981년 선거구)
이리시·익산군은 대한민국의 옛 국회의원 선거구이다. 당시 전라북도 이리시와 익산군 지역을 관할했다.

## 역사
제11대 국회의원 선거를 앞두고 군산시·옥구군·이리시·익산군 선거구에서 분리되면서 신설되었다.
제13대 국회의원 선거를 앞두고 이리시 선거구와 익산군 선거구로 분리되면서 폐지되었다.

## 역대 국회의원
| 선거   | 정당 | 정당       | 1위 의원 | 정당 | 정당       | 2위 의원 |
| ------ | ---- | ---------- | -------- | ---- | ---------- | -------- |
| 1981년 |      | 민주정의당 | 문병량   |      | 민주한국당 | 박병일   |
| 1985년 |      | 한국국민당 | 김득수   |      | 민주정의당 | 조남조   |

## 역대 선거 결과

### 대한민국 제11대 국회의원 선거
|  | 38.94% |

|  | 38.91% |

|  | 11.96% |

|  | 5.58% |

|  | 4.58% |

### 대한민국 제12대 국회의원 선거
|  | 33.42% |

|  | 31.01% |

|  | 18.80% |

|  | 16.75% |